# 斉己
斉己（せいき）は、中国の唐代の詩僧。俗姓は胡、名は得生。江南道潭州益陽県の出身。

## 略歴
咸通4年（863年）、江南道潭州益陽県の大潙山同度寺の農民家庭に生まれた。
仰山慧寂に師事して学び、岳陽・長安・終南山・華山を遊学の後、山南東道荊州江陵県の龍興寺に住した。享年75歳で入滅。

## 著書
斉己の詩の数が豊富で、は禅で入詩、伝世の詩は852首、『全唐詩』の収録に彼の詩の数で白居易・杜甫・李白・元稹後、第5位にランク。

### 詩集
- 『白蓮集』
- 王秀林 (2011-08-01) (中国語). 『斉己詩集校注』. 北京市: 中国社会科学出版社. ISBN 9787516101377

### 詩論
- 『風騷旨要』

## 代表作
| 「 | 萬木凍欲折、孤根独暖回。 前村深雪裏、昨夜一枝開。 風遞幽香出、禽窺素艶来。 明年如応律、先発望春台。 | 」 |

## 評価
唐代の徐東野：「我輩所作、皆拘於一途、非所謂通方之士。若斉己、才高思遠、無所不通、殆難及矣」。
唐代の尚顔『讀斉己上人集』：「詩為儒者禅、此格的惟仙。古雅如周頌、清和甚舜弦」。
元代の辛文房『唐才子伝』：「性放逸、不滞土木形骸、頗任琴樽之好。嘗撰『玄機分別要覧』一卷，摭古人詩聯、以類分次、仍別風、賦、比、興、雅、頌。又撰『詩格』一卷。又与鄭谷・黄損等共定用韻、為葫蘆、轆轤、進退等格、并其『白蓮集』十卷、今伝」。
明代の胡震亨『唐音癸籤』：「斉己詩清潤平淡、亦復高遠冷峭、一経都官點化、『白蓮』一集、駕出『雲台』之上、可謂智過其師」。
清代の呉喬『圍爐詩話』：「斉己『剣客』詩、傑作也。夜来何處火、燒出古人冢。非晩唐人無此詩思」。
清代の薛雪『一瓢詩話』：「唐釈斉己作『風騷旨格』、六詩、六義、十体、十勢、二十式、四十門、六断、三格、皆系以詩、不減司空表聖。独是十勢立名最悪、宛然少年棍譜、暇日当為易去乃妙」。
清代の紀曉嵐『四庫全書総目提要』卷一五一：「唐詩僧以斉己為第一。又：唐代緇流能詩者衆。其有集伝於今者、惟皎然・貫休及伝。皎然清而弱。貫休豪而粗。斉己七言律詩不出當時之習。及七言古詩以盧仝・馬異之体縮為短章、佶屈聱牙、尤不足取。惟五言律詩居全集十分之六。雖頗沿武功一派、而風格独遒。如『剣客』、『聴琴』、『祝融峰』諸篇、猶有大暦以還遺意。其絶句中『庚午年十五夜対月』詩曰：海澄空碧正團圞、吟想元宗此夜寒。玉兔有情應記得、西邊不見旧長安。惓惓故君、尤非他釈子所及。宜其与司空図相契矣」。